# Santo Stefano dei Cavalieri, Pisa
Santo Stefano dei Cavalieri je cerkev v Pisi na  Piazza dei Cavalieri (Viteški trg).
Gradnja se je začela 17. aprila 1565, da bi zgradili cerkev za viteški red sv. Štefana. Projekt z zasnovo in nadzorom Giorgia Vasarija in Davida Fortinija je bil zgraditi cerkev na mestu starejše cerkve San Sebastiano alle Fabbriche Maggiori, ki je bila datirana vsaj v leto 1074. Nova cerkev na tem mestu je bila posvečena do 21. decembra 1569. Fasado iz belega marmorja je oblikoval don Giovanni de' Medici, nezakonski sin Cosima I., s pomočjo Alessandra Pieronija; model je bil izbran nad prvotnim Vasarijevim načrtom. Napis spominja na dokončanje v času vladavine Ferdinanda I. de' Medici.
Zvonik, ki ga je tudi zasnoval Vasari, je do leta 1572 dokončal Giovanni Fancelli. Glavne oltarne zasnove je izdelal Pier Francesco Silvani. V naslednjih dveh stoletjih so bile predlagane in narejene številne spremembe in dopolnitve, vključno z načrti Gherarda Mechinija, Paola Guidottija, Ranierija Gherardija, Torpèja Donatija, Alessandra Gherardesce, Florida Gallija, Niccolòja Matasa in Pasqualea Pocciantija. Končna rekonstrukcija leta 1859, končana po ukinitvi reda, ustvarja jasnejšo notranjo sistematizacijo stebrov, ki jo vidimo danes.

## Zunanjost
Fasado iz belega carrarskega marmorja je zasnoval Don Giovanni de' Medici, pastorek Cosima I, čigar projekt je bil osnovan na Vasarijevem. Pomagal mu je Alessandro Pieroni. Zanj sta značilna dve vrsti stebrov, pilastri, stranski venci, rebrasti oboki v sredini in timpanon z grbom Medičejcev in redom sv. Štefana. Napis spominja na gradnjo cerkve in drugi na fasado v času Ferdinanda I de' Medici.
Stranska krila so bila leta 1934 ometana in trezno okrašena.

## Notranjost
V cerkvi so številne trofejne zastave, zajete med pomorskimi srečanji s saracenskimi pirati. Krstilnik za sveto vodo (1568) je po vzoru Vasarija oblikoval Giovanni Fancelli.
Na notranji strani fasade je pet enobarvnih slik z zgodbami sv. Stefana papeža in mučenca, vključno s tisto, ki prikazuje vstop Ferdinanda II. Medičejskega 31. marca 1588. Ta veliki vojvoda naj bi Bartolomeu Atticciatiju (1604) naročil lesen strop.
Na stropu je šest slik na lesu, ki prikazujejo epizode zgodovinskih dogodkov, v katerih je bil aktiven vojaški red, med drugim Podelitev uniform Cosima I. de' Medici, delo il Cigolija, Vrnitev flote iz bitke pri Lepantu in Plenjenje Prevese Jacopa Ligozzija, Allorijeva  Izkrcavanje Marije de Medici v Livornu ter Zmaga v grškem arhipelagu in Zajetje sv. Bone, delo l'Empolija,
Večbarvno prižnico (1627) je dokončal Chiarissimo Fancelli. Vsebuje slike domačina Aurelia Lomija Madona in otrok s sv. Jožefom in Štefanom (1593) ter sliko palače Reda.
Glavni oltar (1702–1709) v prezbiteriju je zasnoval in izklesal Giovanni Battista Foggini s kipom Papež sv. Štefan in alegoričnimi figurami religije in vere ter na bronastem prestolu relief Obglavljenje sv. Štefana. Na desni je slika Giorgia Vasarija Kamenjanje sv. Štefana (1571), na desni pa je Bronzinovo Rojstvo Jezusa (1564).
V zakristiji je Fogginijeva kiparska skupina Sv. štefan in alegorija Razuma in Trojice (1683), narejena ob prenosu telesa svetnika v to cerkev leta 1682.
Kapelo svetega Zakramenta je leta 1837 dokončal Florido Galli.

## Orgle
V cerkvi je troje orgel, prve iz leta 1571 cortonskega izdelovalca orgel Onofria Zeffirinija. Na levi so orgle Sienčana Azzolina Bernardino della Ciaja, obnovljene leta 1733. Leta 1931 je Giovanni Tamburini izdelal nove orgle namesto tistih iz leta 1733. Sodobne orgle so edine delujoče v cerkvi.
- Detajl lesenega stropa
- Notranjost
- Osmanski in Saracenski prapori
- Jacopo Ligozzi, Vitezi sv. Štefana se vračajo iz bitke pri Lepantu
- Giorgio Vasari, Kamenjanje sv. Štefana
- Del ladje
- Del ladje